# Entedon ashmeadi
Entedon ashmeadi är en stekelart som beskrevs av Schauff 1988. Entedon ashmeadi ingår i släktet Entedon och familjen finglanssteklar. Inga underarter finns listade i Catalogue of Life.